# Elecciones legislativas francesas en Comoras de junio de 1946
Las elecciones a la Asamblea Nacional francesa se llevaron a cabo en Comoras el 2 de junio de 1946. El territorio eligió un escaño único, ganado sin oposición por Saïd Mohamed Cheikh.

## Resultados
|  | 100 % |

|  | 99.38 % |

|  | 0.62 % |

|  | 76.96 % |

|  | 23.04 % |